# Porcellium recurvatum
Porcellium recurvatum är en kräftdjursart som först beskrevs av Karl Wilhelm Verhoeff 1901.  Porcellium recurvatum ingår i släktet Porcellium och familjen Trachelipodidae. Inga underarter finns listade i Catalogue of Life.